# James Bryce
James Bryce, 1. wicehrabia Bryce GCVO, OM (ur. 10 maja 1838 w Belfaście, zm. 22 stycznia 1922 w Sidmouth w hrabstwie Devon) –  brytyjski prawnik, historyk i polityk, członek Partii Liberalnej, minister w rządach Williama Ewarta Gladstone’a, lorda Rosebery’ego i Henry’ego Campbella-Bannermana.

## Życiorys
Był synem Jamesa Bryce'a. Wykształcenie odebrał w Belfast Academy oraz na Uniwersytecie Glasgow. Następnie studiował w Trinity College na Uniwersytecie Oksfordzkim. Następnie przez kilka lat prowadził praktykę adwokacką w Londynie. W latach 1870–1893 wykładał prawo cywilne w Oksfordzie. W 1864 r. opublikował pracę o Świętym Cesarstwie Rzymskim. W 1872 r. wyjechał do Islandii.
Pod koniec lat 60. był przewodniczącym królewskiej komisji ds. szkolnictwa średniego. W 1880 r. został wybrany do Izby Gmin jako reprezentant okręgu Tower Hamlets. Od 1885 r. reprezentował okręg wyborczy Aberdeen South. W 1886 r. został na kilka miesięcy podsekretarzem stanu w Ministerstwie Spraw Zagranicznych. W 1892 r. został członkiem gabinetu jako Kanclerz Księstwa Lancaster. W latach 1894–1895 był przewodniczącym Zarządu Handlu. Po powrocie liberałów do władzy w 1905 r. został Głównym Sekretarzem Irlandii. Ze stanowiska tego zrezygnował w 1907, kiedy został mianowany ambasadorem w Waszyngtonie. Na placówce pozostał do 1913 r. Po powrocie do kraju otrzymał tytuł 1. wicehrabiego Bryce i zasiadł w Izbie Lordów. W 1908 odznaczony Pour le Mérite za Naukę i Sztukę.
W 1894 został członkiem Towarzystwa Królewskiego. Interesował się również alpinistyką. W 1876 brał udział w wyprawie na górę Ararat. W roku 1878 wraz ze swym przyjacielem Stephenem Leslie przybył w Tatry, gdzie wspólnie odbyli kilka wycieczek po polskiej stronie, weszli na Łomnicę i dokonali jednego z pierwszych wejść na Gerlach od strony zachodniej. W latach 1899–1901 był prezesem Klubu Alpinistycznego. W latach 1913–1917 był prezesem Akademii Brytyjskiej. Po wybuchu I wojny światowej stanął na czele komisji badającej działania Niemiec w Belgii. Raport z jej prac opublikowany został w 1915 r. Bryce potępiał również rzeź Ormian. Był zwolennikiem powstania Ligi Narodów.
Zmarł w 1922 r. Wraz z jego śmiercią wygasł tytuł parowski.

## Publikacje
- The Flora of the Island of Aran, 1859
- The Holy Roman Empire, 1862
- Report on the Condition of Education in Lancashire, 1867
- The Trade Marks Registration Act, with Introduction and Notes on Trade Mark Law, 1877
- Transcaucasia and Ararat, 1877
- The American Commonwealth, 1888
- Impressions of South Africa, 1897
- Studies in History and Jurisprudence, 1901
- Studies in Contemporary Biography, 1903
- The Hindrances to Good Citizenship, 1909
- South America: Observations and Impressions, 1912
- University and Historical Addresses, 1913
- Essays and Addresses on War, 1918
- Modern Democracies, 1921